# Manuela Sambo
Manuela Sambo (* 1964 in Luanda) ist eine angolanische Malerin und Übersetzerin aus dem Portugiesischen. Sie wohnt in Berlin.

## Leben
Manuela Sambo wurde 1964 in der angolanischen Hauptstadt Luanda als Tochter einer Portugiesin und eines Angolaners geboren. Im Jahr 1984 zog sie in die damalige DDR und studierte von 1985 bis 1993 Germanistik und allgemeine Literaturwissenschaft an der Universität Leipzig. Als Malerin ist sie Autodidaktin. Seit 1991 ist sie mit ihren Gemälden auf internationalen Ausstellungen vertreten.
Manuela Sambo ist mit dem deutschen Maler und Bildhauer Daniel Sambo-Richter verheiratet.

## Bildsprache
„In den Gemälden und Ölkreidezeichnungen von Manuela Sambo befindet sich häufig eine weibliche Person zentral im Bild. Die Künstlerin nutzt für die Darstellung von Gesicht und Körper expressive Farben. So wie der italienische Maler Amedeo Modigliani füllt auch Manuela Sambo die mandelförmigen Augenumrisse mit einer hellen, monochromen Farbe aus. Trotz ihrer sehr individuellen Bildsprache greift sie auf Stile und Bildthemen der westlichen Kunstgeschichte zurück. Dass sie Modiglianis Darstellung der Augen ebenso für sich entwickelt hat, ist eine doppelte Spiegelung, denn Modigliani hat sich seinerseits von der afrikanischen Kunst inspirieren lassen, so dass unklar bleibt, wer was von wem übernimmt. Neben den westlichen Bezügen erinnern Sambos Figuren vor allem an afrikanische Masken und deren Formensprache. Sambos Stil ist geprägt von einer großen Klarheit in der malerischen Gestaltung und der Konzentration auf die Hauptformen des Bildes. Ihre Formensprache besitzt durch die Anlehnung an die Maskentradition eine Ästhetik, wie sie auch die Expressionisten schätzen.“